# 國家代表
《國家代表》（：／ Gukga Daepyo），是一部2009年上映的韓國電影。根據1996年出征奧運的韓國跳台滑雪隊的真人真事改編，由《醜女大翻身》金容華導演作執導，講述韓國跳台滑雪隊克服困難的感人勵志故事。

## 劇情介紹
冬季奧運即將在韓國的一個小鎮展開，但是該國若未參加比賽，將被取消舉辦資格。在無後路可退的處境下，委員會決定臨時組成一個代表隊參賽。韓裔運動員Bob從小被美國家庭收養，為了尋找親生母親而回到韓國，卻被迫與另外4個年輕人組成跳台滑雪隊......

## 演員陣容
- 河正宇 飾 Bob(車憲太)
- 成東鎰 飾 方宗三
- 金知碩 飾 姜七久
- 金東昱 飾 崔興哲
- 崔在煥 飾 馬在福
- 李在應（朝鲜语：이재응） 飾 姜奉久
- 李恩誠 飾 方秀妍
- 李漢偉
- 李惠淑
- 金志映
- 玄朱妮
- 黃荷娜
- 趙石賢
- 鄭敏聖
- 趙在允

### 特別出演
- 金容健 飾 委員長
- 吳光祿
- 金秀路
- 趙震雄
- 馬東石 飾 朴警官
- 金聖柱

## 外部連結
- NAVER電影（页面存档备份，存于）
- 開眼電影網-B咖大翻身[永久]（中文）
- 互联网电影数据库（IMDb）上《五個跳雪的少年》的资料（英文）